# 凤凰街道 (昭通市)
凤凰街道，是中华人民共和国云南省昭通市昭阳区下辖的一个乡镇级行政单位。

## 行政区划
凤凰街道下辖以下地区：
双院子社区、团结路社区、文渊社区、凤霞社区、南菜园社区、画苑社区、南顺城社区、西街社区、昭苑社区、海楼路社区、昭阳社区、南温泉社区、迎丰社区、联盟社区、和平社区、龙山寨社区、黑泥地社区、母鹿社区、学庄社区、荷花社区、凤凰社区、元宝路社区、永安社区、石头塘社区、龙韵雅苑社区和锦绣朝阳社区。